# أبرشية الرومان الكاثوليك في مالانغ
أبرشية الرومان الكاثوليك في مالانغ (بالإنجليزية: Roman Catholic Diocese of Malang)‏ هي أبرشية تقع في إندونيسيا في . يقدر عدد سكانها بـ 14,829,884 نسمة .